# Mount Dockery
Mount Dockery är ett berg i Antarktis. Det ligger i Östantarktis. Nya Zeeland gör anspråk på området. Toppen på Mount Dockery är 1 095 meter över havet, eller 331 meter över den omgivande terrängen. Bredden vid basen är 3,1 km.
Terrängen runt Mount Dockery är varierad. Trakten är obefolkad. Det finns inga samhällen i närheten.